# Radio Køge
Radio Køge er en lokalradio, der siden 1987 har sendt fra Køge. Med sendere i Køge og Stevns kommuner dækker Radio Køge en stor del af Midt- Øst og Sydsjælland.
Radiostationen ejes 100 % af Sjællandske Medier A/S
Musikprofilen er Hot AC - (Hot adult contemporary), hits fra 80´erne, 90´erne, 00´erne og dette årti til målgruppen 20-49 år på frekvenserne 98.2 Køge (Østsjælland), 106.2 Hårlev (Sydsjælland) og 106.8 Borup (Midtsjælland).
30. marts 2011 begyndte Radio Køge for første gang at sende netradio.
Radio Køge sender også på DAB+
D. 1. januar 2023 blev Radio Køge en del af Radio SLR og hedder nu Radio SLR Køge.